# Tour Défense 2000
Tour Défense 2000 ist ein Hochhaus im Pariser Vorort Puteaux in der Bürostadt La Défense. Mit dem Bau wurde im April 1971 begonnen. Bei seiner Fertigstellung im November 1974 war der 134 m hohe Wohnturm das fünfthöchste Gebäude im Geschäftsviertel La Défense. Er verfügt über 47 oberirdische und vier unterirdische Etagen. Das Hochhaus beherbergt 370 Wohnungen, in welchen etwa 700 Menschen leben. Entworfen wurde das Hochhaus von den Architekten Michel Proux, Jean-Michel Demonès und Georges Srot.

## Gebäudeaufbau
- -4 -3 -2 -1 : Parkplätze und Keller
- Erdgeschoss : Parkplätze, Müllcontainer, Stromaggregat und Technikräume
- 1 : Vorschule, Hausmeisterwohnungen und Technikräume
- 2 : Foyer
- 3 : Technikgeschoss
- 4–7 : Wohnungen mit Balkonen
- 8–24 : Wohnungen
- 25 : Technikgeschoss
- 26–45 : Wohnungen
- 46 : Panoramageschoss
- 47 : Technikgeschoss
- 48 : Dachterrasse und Antennen

Der Wohnturm ist mit der Métrostation La Défense und dem Bahnhof La Défense an den öffentlichen Nahverkehr im Großraum Paris angebunden.